# Сніговий хребет
42°33′08″ пн. ш. 45°55′06″ сх. д. / 42.55223° пн. ш. 45.91836° сх. д.
Сніговий хребет (рос. Снеговой хребет) — гірський хребет на Кавказі. Розташований у Росії на кордоні Дагестану та Чечні та частково в Грузії. Тягнеться на північний схід від східного краю Тушетського хребта. Гребінь хребта є вододілом річок Шароаргун і Андійське Койсу. Протяжність хребта — 55 км. Найвища вершина — гора Діклосмта (4285 м). Середня абсолютна висота хребта становить близько 3700 м, відносна висота — до 2000 м.